# Герберт, Уильям, 2-й граф Пембрук
Уильям Герберт (англ. William Herbert; 5 марта 1455 — 16 июля 1491) — 2-й граф Пембрук в 1469—1479 годах, 2-й барон Герберт с 1469, 1-й граф Хантингдон с 1479, сын Уильяма Герберта, 1-го графа Пембрука, от брака с Энн Деверё.

## Биография
Уильям был старшим сыном Уильяма Герберта, 1-го графа Пембрука, от брака с Энн Деверё, дочерью лорда-канцлера Ирландии Уолтера Деверё. Отец Уильяма происходил из знатного рода Гербертов, имевшего владения в Уэльсе. Отец Уильяма во время войны Алой и Белой розы держал сторону Йорков. После восхождения на престол Эдуард IV даровал ему титулы барона Герберта, а потом и графа Пембрука, а также сделал своим наместником в Уэльсе. Но в июле 1469 года Уильям-старший с братом потерпел поражение от ланкастерской армии в битве при Эджкот-Мур, попал в плен к графу Уорику и был казнён. Наследовал ему старший сын Уильям. Молодость, отсутствие способностей и талантов отца, а также слабое здоровье привели к тому, что Уильям не занял при короле то положение, которое занимал его отец.
В 1455 году Уильям был посвящён в рыцари, 27 июля 1469 года он формально наследовал отцу как 2-й граф Пембрук и 2-й барон Герберт. В сентябре 1466 года Уильям женился на Мэри Вудвилл, сестре Елизаветы Вудвилл, жены Эдуарда IV, став свояком короля. После победы в битве при Барнете в 1471 году он сопровождал короля Эдуарда IV, который вновь занял Лондон. Молодой граф был радушно принят при дворе, получив должности комиссара по военному набору в Южном Уэльсе и Валлийской марке, а также главного судьи и канцлера Южного Уэльса.
В июле-сентябре 1475 года Уильям участвовал в качестве капитана в королевском походе во Францию, командуя сорока лучниками и двумястами воинами. По возвращении в Англию ему было разрешено официально вступить в наследование. Однако его положение в Уэльсе после создания совета принца Уэльского в Валлийской марке было сильно ущемлено, а в 1479 году Уильяма вынудили отказаться от титула графа Пембрука, который был передан принцу Уэльскому, взамен Уильяму был пожалован менее значимый титул графа Хантингдона. В 1483 году он вновь был назначен на пост главного судьи и канцлера Южного Уэльса.
В последние годы жизни Уильям входил в ближнее окружение короля Ричарда III. В феврале 1483 года он согласился жениться на Кэтрин, незаконнорожденной дочери Ричарда, однако та не дожила до свадьбы. Кроме того, Уильям вероятно был камергером принца Эдуарда, сына Ричарда III.
В 1485 году Уильям не стал выступать против вторгшегося в Англию Генриха Тюдора, с которым когда-то вместе воспитывался. В итоге Уильям заключил со ставшим после гибели Ричарда III королём под именем Генриха VII мир и 22 сентября 1486 года был официально прощён, сохранив свои владения и титулы.
Уильям умер 16 июля 1491 года. От брака с Мэри Вудвилл у него осталась только дочь Елизавета, которая унаследовала титул баронессы Герберт. В 1492 году она была выдана замуж за Чарльза Сомерсета, будущего 1-го графа Вустера, предка герцогов Бофортов. Титул же графа Хантингдона угас, господство Гербертов в Уэльсе прекратилось. Только в 1551 году титул графа Пембрука был воссоздан для Уильяма Герберта, сына Ричарда Герберта, незаконнорожденного сына Уильяма Герберта, 1-го графа Пембрука.

## Брак и дети
Жена: с сентября 1466 года Мэри Вудвилл (ок. 1443 — до 1481), дочь Ричарда Вудвилла, 1-го графа Риверса, и Жакетты Люксембургской. Дети:
- Елизавета Герберт (ок. 1476—1509/1513), 3-я баронесса Герберт с 1491; муж: с 2 июня 1492 Чарльз Сомерсет (ок. 1460 — 15 апреля 1526), 1-й граф Вустер с 1514[5].